# Ruen (obwód Burgas)
Ruen (bułg. Руен) – wieś w Bułgarii, w obwodzie Burgas, siedziba gminy Ruen. W 2023 roku liczyła 2931 mieszkańców.